# Pacifigorgia eximia
Pacifigorgia eximia is een zachte koraalsoort uit de familie Gorgoniidae. De koraalsoort komt uit het geslacht Pacifigorgia. Pacifigorgia eximia werd in 1868 voor het eerst wetenschappelijk beschreven door Verrill. 